# Дамјанско поље
Дамјанско поље је ниско пољско развође између сливова Струмице и Лакавице, на надморској висини од 443—460 m, код рудника Дамјан и источној Македонији. Оивичено је еруптивним стенама (андезит, гранит, перидотит) и већом масом бакарне руда. На западу је отворено према сливу Криве Лакавице.